# Joizuki
Joizuki (japonsky 宵月) byl desátý torpédoborec třídy Akizuki japonského císařského námořnictva za druhé světové války.

## Popis
Joizuki patřil k druhé sérii torpédoborců třídy Akizuki. Ta byla původně navržena jako třída protiletadlových doprovodných plavidel, s hlavní výzbrojí osmi 100mm děl typu 98 (4xII).
Kýl byl založen 25. srpna 1943 v loděnicích Uraga (浦賀船渠株式会社 Uraga Senkjo Kabušiki Kaiša) v Jokosuce, loď byla spuštěna na vodu 25. září 1944 a do služby vstoupila 31. ledna 1945. Název, stejně jako u ostatních torpédoborců v sérii, byl spojován s Měsícem a znamenal „měsíc viditelný za soumraku“.

## Služba
Zpočátku, po uvedení do provozu 31. ledna 1945, se posádka cvičila ve vodách Japonska. Nebyl nikdy použit v boji, ale 5. června 1945 byl lehce poškozen, když najel na minu u Kure, pak byl opraven a od srpna do konce války byl maskovaný ve Vnitřním moři. Po válce sloužil jako repatriační plavidlo.
29. srpna 1947 byl předán Čínské republice v rámci poválečných reparací a přejmenován na Fen Yang. V roce 1949 ustoupil na Tchaj-wan, ale byl brzy odzbrojen a ponechán v rezervě. V roce 1962 byl sešrotován.